# Fernando Marías Franco
Fernando Marías Franco (Madrid, 14 de desembre, 1949) és un historiador de l'art espanyol, acadèmic de la Reial Acadèmia de la Història des de 2012. És especialitzat en l'art espanyol dels segles xvi i xvii, i més especialment en El Greco i Diego Velázquez.
És fill del filòsof Julián Marías i de l'escriptora Dolores Franco Manera, i germà de l'escriptor Javier Marías i de l'economista i crític de cinema Miguel Marías. A més és nebot del cineasta Jesús Franco.
Es llicencià en història de l'art a la Universitat Autònoma de Madrid el 1971 i es va doctorar en filosofia i lletres a la Universitat Complutense de Madrid el 1978. El 1973 fou becari a la Università della Sapienza di Roma i després becari predoctoral (1974-1976) i postdoctoral (1979-1980) a l'Institut d'Història de l'Art 'Diego Velázquez' del CSIC. Des de 1982 és professor d'història de l'art a la Universitat Autònoma de Madrid.
Va ser professor visitant del CSIC, Fellow de la Fundació Getty (1993-1995), de la Universitat Harvard i el CASVA (Center for Advanced Study in the Visual Arts de la National Gallery of Art)

## Obres
- Viaje a España: 1868 coord. per Véronique Gerard Powell; Charles Garnier (aut.), Fernando Marías Franco (ed. lit.), Editorial Nerea, 2012. ISBN 978-84-96431-99-7
- Mi primer libro sobre Goya amb Ximena Maier, Madrid : Anaya, 2007. ISBN 978-84-667-7591-5
- Historia secreta de la Corporación amb Elia Barceló, Madrid : 451, 2008.. ISBN 978-84-96822-40-5
- Diego Velázquez, Madrid : Arlanza, 2005. ISBN 84-95503-38-7
- El vengador del Rif, Alianza Editorial, 2004. ISBN 978-84-206-5856-8
- El atlas del rey Planeta: la "Descripción de España y de las costas y puertos de sus reinos" de Pedro Texeira (1634) amb Felipe Pereda Espeso, Hondarribia : Nerea, [2002]. ISBN 84-89569-86-X
- Las Meninas, Madrid : Electa España, 1999. ISBN 84-8156-213-0
- Velázquez: pintor y criado del rey, Hondarribia (Guipúzcoa) : Nerea, 1999. ISBN 84-89569-33-9
- Imágenes urbanas del mundo hispánico, 1493-1780, amb Richard L. Kagan, Madrid : El Viso, 1998. ISBN 84-86022-94-0
- El Greco: biografía de un pintor extravagante, Editorial Nerea, 1997. ISBN 84-89569-11-8
- Leonardo da Vinci, Círculo de Lectores, 1997. ISBN 84-8306-004-3
- El Greco y el arte de su tiempo: las notas de El Greco a Vasari amb Xavier de Salas Bosch, Madrid : Real Fundación de Toledo, 1992. ISBN 84-604-2605-X
- El siglo XVI: gótico y renacimiento, Sílex ediciones, 1992. ISBN 84-7737-037-0
- La difusión del Renacimiento Anaya, 1990. ISBN 84-207-4006-3
- El arte del Renacimiento, Anaya, 1990. ISBN 84-207-3607-4
- El largo siglo XVI: los usos artísticos del renancimiento español amb Rafael Cidoncha, Taurus Ediciones, 1989. ISBN 84-306-0102-3
- Manierismo amb John Shearman, Madrid : Xarait, 1984. ISBN 84-85434-25-0
- La arquitectura del Renacimiento en Toledo (1541-1631) Madrid : Instituto Provincial de Investigaciones y Estudios Toledanos, 1983-1986. ISBN 84-00-05897-6
- Bosch : realidad, símbolo y fantasía amb Isidro G. Bango Torviso, Sílex ediciones, 1982. ISBN 84-85041-61-5
- Las ideas artísticas de El Greco: (comentarios a un texto inédito) amb Agustín Bustamante García, Madrid : Cátedra, 1981. ISBN 84-376-0263-7